# Las noches de Tefía
Las noches de Tefía es una serie de televisión española de 2023 creada por Miguel del Arco para la plataforma Atresplayer. Miguel del Arco y Antonio Rojano firman el guion y el propio Miguel del Arco junto a Rómulo Aguillaume están al frente de la dirección de los capítulos. La ficción histórica está ambientada en la Colonia Agrícola Penitenciaria de Tefía, un campo de concentración franquista para vagabundos, disidentes, presos comunes y homosexuales en la isla de Fuerteventura. La serie está inspirada en la novela Viaje al centro de la infamia del escritor Miguel Ángel Sosa Machín.

## Trama

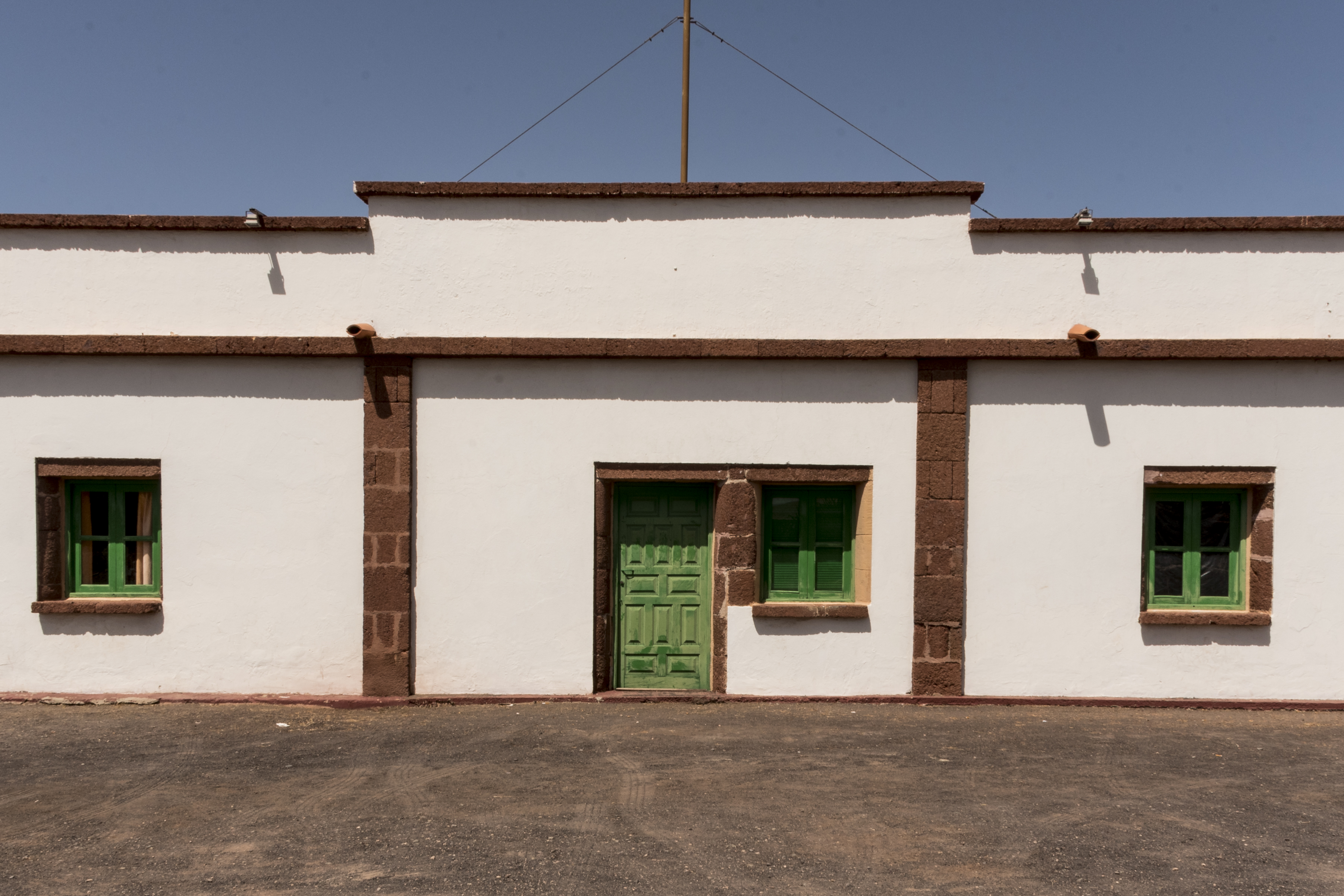
Entrada principal de la Colonia Agrícola Penitenciaria de Tefía

Contada a partir del relato de un viejo Airam Betancor en 2004, la trama ahonda en la represión y los abusos pero también en la camaradería que vivió allá por los años 1960 en la Colonia Agrícola Penitenciaria de Tefía, un campo de concentración franquista para la reeducación de homosexuales en Fuerteventura, en las Islas Canarias.

## Reparto
El reparto está compuesto por:
- Marcos Ruiz como Airam Betancor (joven) / La Bambi[2]
- Patrick Criado como Manuel Flores (joven) / La Vespa
- Miquel Fernández como Charli
- Roberto Álamo como Rafael Robles / La Viga
- Luifer Rodríguez como La Pinito
- Ciro Miró como Carlavilla
- Jorge Yumar como Perico
- Mingo Ávila como La Rata
- Jorge Perugorría como Airam Betancor (anciano)[2]
- Raúl Prieto como Juan Borriel "Boncho"
- Israel Elejalde como Don Anselmo
- Javier Ruesga como La Sissi (joven)
- Carolina Yuste como Nisa
- Jorge Usón como Conde Fénix
- José Luis de Madariaga como La Vespa
- José Luis García Pérez como El Andaluz
- Ana Wagener como Águeda
- Celeste González como La Sissi
- Horacio Colomé como Carlos
- Maykol Hernández como Miguel
- Isaac dos Santos como Caranabo
- José Gimeno como Don Bernabé
- Elisa Cano como Nisa

## Capítulos
| N.º | Título             | Dirigido por                                  | Escrito por                      | Fecha de lanzamiento original |
| --- | ------------------ | --------------------------------------------- | -------------------------------- | ----------------------------- |
| 1   | «Tindaya»          | Miguel del Arco Codirector: Rómulo Aguillaume | Miguel del Arco                  | 25 de junio de 2023           |
| 2   | «Nisa»             | Miguel del Arco Codirector: Rómulo Aguillaume | Miguel del Arco                  | 25 de junio de 2023           |
| 3   | «Mafasca»          | Miguel del Arco Codirector: Rómulo Aguillaume | Miguel del Arco y Antonio Rojano | 2 de julio de 2023            |
| 4   | «Trampantojo»      | Miguel del Arco Codirector: Rómulo Aguillaume | Miguel del Arco y Antonio Rojano | 9 de julio de 2023            |
| 5   | «Forte Imaginatio» | Miguel del Arco Codirector: Rómulo Aguillaume | Miguel del Arco y Antonio Rojano | 16 de julio de 2023           |
| 6   | «Ilusiones»        | Miguel del Arco Codirector: Rómulo Aguillaume | Miguel del Arco y Antonio Rojano | 23 de julio de 2023           |

## Producción
La serie ha sido producida por Buendía Estudios junto a Atresmedia.

## Lanzamiento
Los dos primeros capítulos fueron preestrenados en el Cine Albéniz, dentro de la sección 'Pantalla TV' del 26 Festival de Cine de Málaga. La serie fue estrenada, el 25 de junio de 2023, a través de Atresplayer Premium.

## Premios y nominaciones
La serie ha sido nominada a cuatro Premios Iris (España) en su convocatoria de 2023: Mejor Ficción, Mejor Guion de Ficción (Miguel del Arco y Antonio Rojano), Mejor Producción y Mejor Actor (Patrick Criado).